# TuS Esens
Der Turn- und Sportverein Esens (kurz: TuS Esens) entstand durch die Fusion zweier Esenser Vereine, dem Turnverein Esens von 1861 und dem Spiel- und Sportverein von 1926. Die Stadt Esens liegt im Landkreis Wittmund in Ostfriesland, Niedersachsen. Im Jahre 1926 traten einige Vereinsmitglieder aus dem Turnverein Esens aus und gründeten den Spiel- und Sportverein Esens. Am 13. Januar 1934 wurden der Turnverein Esens und der Spiel- und Sportverein Esens zum Turn- und Sportverein Esens verschmolzen. Neben dem Fußball werden im Verein Handball, Basketball, Tischtennis, Judo, Boxen, Turnen und Volleyball ausgeübt.

## Fußballabteilung

### Geschichte
Das erste Spiel des Spiel- und Sportvereins Esens fand am 29. Juli 1926 auf der Schützenwiese in Esens gegen den SV Wittmund statt. Der erste Trainer der Mannschaft war Johann Bietz. In den Anfangsjahren spielte der TuS auf der Esenser Schützenwiese. Im Jahr 1948 wurde das Stadion an der Peldemühle gebaut, welches für damalige Verhältnisse sehr modern war.
Am 17. Juni 1989 gelang dem Verein der Aufstieg in die drittklassige Fußball-Oberliga Nord. Nachdem der TuS Esens unter Trainer Rolf Schmitz die Saison 1988/89 in der Verbandsliga Niedersachsen auf dem dritten Tabellenplatz beendet hatte, spielte der Verein in der Aufstiegsrunde gegen Kickers Emden, den VfB Lübeck und den FC Süderelbe. Im letzten und entscheidenden Spiel gegen den VfB Lübeck fanden über 6.500 Zuschauer den Weg ins Stadion an der Peldemühle. Obwohl Lübeck mit 1:0 in Führung ging, gewann der TuS Esens am Ende durch die Tore von Helge Malzahn und Nabel mit 2:1. Nach nur einem Jahr stieg der TuS mit 24 Punkten und 34:74 Toren wieder aus der Oberliga Nord ab.
Nachdem die erste Mannschaft 2008 aus der Niedersachsenliga West mit 40 Punkten als 13. und 2010 aus der Bezirksoberliga Weser-Ems mit 43 Punkten ebenfalls als 13. abstieg, spielen sie in der Saison 2010/11 in der Bezirksliga Weser-Ems 1, in der das Ziel Wiederaufstieg verpasst wurde. Die Mannschaft belegte den 6. Tabellenplatz.

#### Persönlichkeiten
- Timo Schultz
- Ferydoon Zandi
- Frank Löning

### Mannschaften
Aktuell stellt der TuS Esens drei Herrenmannschaften. Die erste Mannschaft spielt in der Bezirksliga Weser Ems, die zweite Mannschaft in der Ostfrieslandklasse B Staffel 2 und die dritte Mannschaft in der Ostfrieslandklasse C Staffel 4. Der TuS stellt eine Frauenmannschaft, die zusammen mit Frisia Neuharlingersiel und TSV Carolinensiel in einer Spielgemeinschaft (FSG) in der Ostfrieslandklasse A spielen. Hinzu kommen 14 Junioren- und 2 Juniorinnenmannschaften. Im Herrenbereich verfügt der TuS zudem über eine Ü40-, eine Ü50- und eine Ü60-Mannschaft. Seit Januar 2024 hat sich beim TuS eine Geh-Fußball-Mannschaft etabliert.

### Statistik

#### Historische Saisondaten
| Saison  | Platzierung | Tore   | Punkte | Liga                           | Trainer                                      | Bemerkung |  |
| ------- | ----------- | ------ | ------ | ------------------------------ | -------------------------------------------- | --- |  |
| 1965/66 | 10          | 60:76  | 24:32  | 1. Kreisklasse Nordwest        | Heinz Beekmanns                              | |  |
| 1966/67 | 16          | 54:85  | 17:43  | 1. Kreisklasse Nordwest        | Heinz Beekmanns                              | Abstieg in die 2. Kreisklasse                                                                                      |  |
| 1967/68 | 5           | 101:62 | 32:24  | 2. Kreisklasse Nordwest        | Waldemar Oelschläger                         | |  |
| 1968/69 | 2           | 71:44  | 37:19  | 2. Kreisklasse Nordwest        | Ludwig Seekamp                               | |  |
| 1969/70 | 2           | 108:36 | 41:11  | 2. Kreisklasse                 | Wilhelm Ebrecht                              | |  |
| 1970/71 | 1           | 103:25 | 45:7   | 2. Kreisklasse                 | Wilhelm Ebrecht                              | Aufstieg in die 1. Kreisklasse                                                                                     |  |
| 1971/72 | 6           | 53:42  | 28:24  | 1. Kreisklasse                 | Wilhelm Ebrecht                              | Aufstieg in die neu gegründete Bezirksstaffel                                                                      |  |
| 1972/73 | 7           | 78:51  | 33:27  | Bezirksstaffel                 | Wilhelm Ebrecht                              | |  |
| 1973/74 | 2           | 87:33  | 40:20  | Bezirksstaffel                 | Wilhelm Ebrecht                              | |  |
| 1974/75 | 1           | 82:26  | 54:6   | Bezirksstaffel                 | Wilhelm Ebrecht                              | Aufstieg in die Bezirksklasse Ostfriesland                                                                         |  |
| 1975/76 | 1           | 95:34  | 47:13  | Bezirksklasse Ostfriesland     | Wilhelm Ebrecht                              | Aufstieg in die Bezirksliga Oldenburg/Ostfriesland                                                                 |  |
| 1976/77 | 1           | 94:28  | 53:7   | Bezirksliga 1                  | Wilhelm Ebrecht                              | Aufstieg in die Verbandsliga                                                                                       |  |
| 1977/78 | 1           | 77:32  | 47:13  | Verbandsliga Nord              | Wilhelm Ebrecht                              | Der TuS Esens scheiterte in der Aufstiegsrunde an Blau-Weiß Lohne, Lüneburger SK und dem TuS Hessisch-Oldendorf    |  |
| 1978/79 | 4           | 57:39  | 38:22  | Verbandsliga Nord              | Wolf Werner                                  | Qualifikation für die Landesliga West.                                                                             |  |
| 1979/80 | 12          | 46:50  | 25:35  | Landesliga West                | Peter Poganatz                               | |  |
| 1980/81 | 11          | 59:64  | 27:33  | Landesliga West                | Dieter Galski                                | |  |
| 1981/82 | 12          | 42:65  | 24:36  | Landesliga West                | Emke Emken                                   | |  |
| 1982/83 | 14          | 44:55  | 25:35  | Landesliga West                | Emke Emken                                   | |  |
| 1983/84 | 14          | 45:73  | 22:38  | Landesliga West                | Emke Emken                                   | |  |
| 1984/85 | 12          | 58:59  | 27:33  | Landesliga West                | Emke Emken                                   | |  |
| 1985/86 | 2           | 56:61  | 40:20  | Landesliga West                | Jakob Schulze                                | Aufstieg in die Verbandsliga Niedersachsen                                                                         |  |
| 1986/87 | 8           | 55:57  | 32:28  | Verbandsliga Niedersachsen     | Jakob Schulze                                | |  |
| 1987/88 | 6           | 51:41  | 34:26  | Verbandsliga Niedersachsen     | Jakob Schulze                                | |  |
| 1988/89 | 3           | 65:44  | 41:23  | Verbandsliga Niedersachsen     | Rolf Schmitz                                 | Aufstieg in die Oberliga.                                                                                          |  |
| 1989/90 | 17          | 34:74  | 24:44  | Oberliga Nord (damals 3. Liga) | Jakob Schulze / Hans Möller                  | Abstieg in die Verbandsliga Niedersachsen                                                                          |  |
| 1990/91 | 11          | 37:45  | 28:32  | Verbandsliga Niedersachsen     | Hans Möller / Tjark-Fokken Emken             | |  |
| 1991/92 | 7           | 45:49  | 32:32  | Verbandsliga Niedersachsen     | Tjark-Fokken Emken / Gerhard Gastmann        | |  |
| 1992/93 | 14          | 40:57  | 27:37  | Verbandsliga Niedersachsen     | Gerhard Gastmann / Jakob Schulze             | |  |
| 1993/94 | 8           | 50:42  | 38:34  | Verbandsliga Niedersachsen     | Lothar Priebe                                | |  |
| 1994/95 | 9           | 37:46  | 26:34  | OL Niedersachsen/Bremen        | Lothar Priebe                                | |  |
| 1995/96 | 16          | 27:62  | 17     | OL Niedersachsen/Bremen        | Lothar Priebe                                | Abstieg in die Niedersachsenliga West                                                                              |  |
| 1996/97 | 12          | 43:50  | 31     | Niedersachsenliga West         | Jakob Schulze / Wlady Hanke                  | |  |
| 1997/98 | 12          | 47:56  | 40     | Niedersachsenliga West         | Jan Steffens                                 | |  |
| 1998/99 | 9           | 44:49  | 43     | Niedersachsenliga West         | Jan Steffens                                 | |  |
| 1999/00 | 13          | 44:73  | 31     | Niedersachsenliga West         | Jan Steffens / Wlady Hanke                   | |  |
| 2000/01 | 14          | 49:59  | 31     | Niedersachsenliga West         | Wlady Hanke / Gerold Steindor                | Abstieg in die Landesliga                                                                                          |  |
| 2001/02 | 2           | 60:34  | 57     | Landesliga Weser-Ems           | Olaf Berschuk                                | Aufstieg in die Niedersachsenliga                                                                                  |  |
| 2002/03 | 15          | 33:67  | 26     | Niedersachsenliga West         | Olaf Berschuk                                | Abstieg in die Landesliga                                                                                          |  |
| 2003/04 | 2           | 52:25  | 57     | Landesliga Weser-Ems           | Karl Rederic                                 | |  |
| 2004/05 | 5           | 58:44  | 51     | Landesliga Weser-Ems           | Karl Rederic                                 | |  |
| 2005/06 | 5           | 48:37  | 45     | Bezirksoberliga Weser-Ems      | Keno Klattenberg                             | Aufstieg in die Niedersachsenliga durch Lizenzverstöße der Vereine VfL Löningen, SV Emstek und SV Holthausen/Biene |  |
| 2006/07 | 13          | 32:64  | 29     | Niedersachsenliga West         | Keno Klattenberg / Hans-Herrmann Mindermann  | |  |
| 2007/08 | 13          | 37:51  | 40     | Niedersachsenliga West         | Hans-Herrmann Mindermann                     | Abstieg in die Bezirksoberliga wegen einer Strukturreform des Ligensystems                                         |  |
| 2008/09 | 5           | 59:33  | 54     | Bezirksoberliga Weser-Ems      | Hans-Herrmann Mindermann                     | |  |
| 2009/10 | 13          | 56:72  | 43     | Bezirksoberliga Weser-Ems      | Fritz Backhaus / Dirk Blech & Holger Janssen | Abstieg in die Bezirksliga                                                                                         |  |
| 2010/11 | 6           | 83:38  | 66     | Bezirksliga Weser-Ems I        | Dirk Blech                                   | |  |
| 2011/12 | 4           | 83:31  | 64     | Bezirksliga Weser-Ems I        | Bruno Mönck                                  | |  |
| 2012/13 | 4           | 62:31  | 57     | Bezirksliga Weser-Ems I        | Bruno Mönck                                  | |  |
| 2013/14 | 1           | 60:17  | 64     | Bezirksliga Weser-Ems I        | Bruno Mönck                                  | Aufstieg in die Landesliga Weser Ems                                                                               |  |
| 2014/15 | 19          | 31:76  | 23     | Landesliga Weser-Ems           | Wolfgang Menken                              | Abstieg in die Bezirksliga                                                                                         |  |
| 2015/16 | 7           | 60:50  | 46     | Bezirksliga Weser-Ems I        | Sven Glöckner                                | |  |
| 2016/17 | 9           | 57:59  | 45     | Bezirksliga Weser-Ems I        | Sven Glöckner                                | |  |
| 2017/18 | 7           | 51:45  | 43     | Bezirksliga Weser-Ems I        | Sven Glöckner                                | |  |
| 2018/19 | 8           | 64:50  | 47     | Bezirksliga Weser-Ems I        | Sven Glöckner                                | |  |
| 2019/20 | 4           | 54:30  | 24     | Bezirksliga Weser-Ems I        | Ralf Backhaus                                | Saisonabbruch wegen Corona-Pandemie Quotientenregelung (1,76)                                                      |  |
| 2020/21 |             |        |        |                                | Ralf Backhaus                                | Corona – eingestellter Spielbetrieb                                                                                |  |
| 2021/22 | 1           | 29:13  | 22     | Bezirksliga Weser-Ems I        | Ralf Backhaus                                | (Corona) Vorrunde                                                                                                  |  |
| 2021/22 | 8           | 29:34  | 12     | Bezirksliga Weser Ems I        | Ralf Backhaus                                | (Corona) Aufstiegsrunde                                                                                            |  |
| 2022/23 | 1           | 105:24 | 85     | Bezirksliga Weser-Ems I        | Ralf Backhaus                                | Aufstieg in die Landesliga Weser-Ems                                                                               |  |
| 2023/24 | 14          | 41:73  | 29     | Landesliga Weser-Ems           | Ralf Backhaus                                | Abstieg in die Bezirksliga                                                                                         |  |
| 2024/25 | 1           | 109:27 | 77     | Bezirksliga Nordwest           | Ralf Backhaus                                | Aufstieg in die Landesliga Weser-Ems                                                                               |  |
|         |             |        |        |                                |                                              | |  |

## Jugendfußball
In Esens gibt es den Jugendfußball seit 1926. Der Tiefpunkt war 1964 als der Verein keine Jugendmannschaft stellte.
Erst ab 1972 konnten wieder alle Jugendteams besetzt werden. Zwischenzeitlich bildete der TuS Esens Spielgemeinschaften für die A- und B-Jugend mit dem SC Dunum (1974) und dem TuS Holtriem (1987) für die A-, B- und C-Junioren.
Aktuell stellt der TuS Esens 14 Juniorenmannschaften, wobei die A-, B- und C-Junioren in einer Spielgemeinschaft mit dem SV Dornum spielen.
Seit 2024 verfügt der TuS erfreulicherweise über 2 Juniorinnen-Teams (D- und C-Juniorinnen).

### Stadion
Die erste und zweite Herrenmannschaft des Vereins tragen ihre Punktspiele im Stadion an der Peldemühle aus. Es wurde am 22. August 1948 eingeweiht. Das Spielfeld wurde von einer 400 Meter langen und 4,80 Meter breiter zunächst Asche-Laufbahn und seit den 1970er-Jahren Kunststoff-Laufbahn umringt. Auf der Westseite wurde die Bahn um sechs Meter verlängert, sodass es auch eine 100-Meter-Strecke gab.
Am 25. August 2023 wurde nach ca. einjähriger Bauzeit das vom Landkreis Wittmund als Träger komplett sanierte Stadion eingeweiht. Die Tribüne wurde unter modernen Sicherheitsaspekten neu errichtet. Die in die Jahre gekommene Kunststofflaufbahn wurde erneuert und die weiteren Leichtathletikanlagen (Hochsprung, Weitsprung, Kugelstoß etc.) ebenfalls auf den neuesten Stand gebracht. Der Rasenfußballplatz wurde durch einen Kunstrasenplatz modernster Prägung ersetzt. Schlussendlich wurde die Flutlichtanlage mit LED-Technik versehen. Kostete der Stadionbau 1948 noch 38.000 Mark, so musste für die Komplettsanierung 2,6 Millionen Euro bezahlt werden. Das Stadion bietet heute Platz für ca. 6.000 Besucher. Zur Ausstattung des Stadions gehört ebenfalls das vereinseigene Vereinsheim.
Testspiele sowie Spiele der Jugendteams werden im Sommer mitunter auf dem Rasen-Sportplatz des Niedersächsischen Internatsgymnasium Esens (NIGE) ausgetragen, der ebenfalls eine 400-m-Kunststoff-Laufbahn aufweist. Im Herbst, Winter und Frühjahr finden alle Spiele und alle Trainingseinheiten aller Mannschaften entweder im Stadion oder auf dem zweiten Kunstrasenplatz neben der Dreifach-Sporthalle Hohekamp statt. Der zweite Kunstrasenplatz ist im Besitz der Samtgemeinde Esens und kann von den Vereinen der Samtgemeinde ebenfalls genutzt werden.

## Handballabteilung

### Mannschaften
Die 1. Handballmannschaft der Herren wurde 2005/06 Meister der Kreisliga FRI/WTM/AUR. Sie spielte von 2006 bis 2008 in der Herren-Regionsoberliga der Region Friesland/Wittmund/Wilhelmshaven. 2008 erfolgte wiederum der Aufstieg in die Landesklasse Weser-Ems Nord. 2009 stieg die Herrenmannschaft des TuS Esens mit nur drei Punkten als Tabellenletzter aus der Landesklasse Weser-Ems Nord ab. Auch die erste Handballmannschaft der Damen spielt seit vielen Jahren in der Damen-Regionsoberliga.

### Spielstätte
Handballpartien des Vereins werden in der Dreifachhalle Hohekamp ausgetragen: Ihr Hallenfeld ist 40 m lang und 20 m breit und sie bietet rund 500 Zuschauern Platz. Außerdem verfügt sie über vier Innen-, zwei Außen- und eine Schiedsrichterkabine sowie eine Cafeteria und einen separaten Raum für Turn- und Gymnastikveranstaltungen.

## Weitere Sportarten
Neben Fußball und Handball bietet der Verein noch Turnen, Gymnastik, Basketball, Tischtennis und Judo an. Während Turnen und Gymnastik in der Dreifachhalle Hohenkamp stattfinden, wird in einer Sporthalle des Niedersächsischen Internatsgymnasium Esens Judo und Basketball trainiert, die 40 m lang und 20 m breit ist und den Sportlern vier Kabinen und den Schiedsrichtern zwei Kabinen mit Duschen und Toiletten bietet. Tischtennisveranstaltungen finden in der Halle Esens-Peldemühle statt, welche zwei Kabinen und einen Schiedsrichterraum mit Duschen und Toiletten enthält.

## Infrastruktur

### Geschäftsstelle
Seit dem 27. November 2010 besitzt der TuS Esens eine eigene Geschäftsstelle im Zentrum der Stadt. Sie ersetzt die bisherige Geschäftsstelle in der Volksbank in Esens.

### Vereinsheim

#### Altes Vereinsheim
Das erste Vereinsheim wurde im Jahr 1942 am Sportplatz als Umkleideraum zum Schulsport errichtet.
Ende des Zweiten Weltkriegs diente es zwischenzeitlich als Wohnung, bis es nach Errichtung der Sportanlage an der Peldemühle an den TuS Esens überging. Zwischen 1960 und 1983 befand sich die Wohnungsbaracke in Besitz des DRK Esens, bis sie nach einer Renovierung dem TuS Esens als Vereinsheim zur Verfügung stand. 1999 wurde das Gebäude schließlich nach 58 Jahren abgerissen.

#### Neues Vereinsheim
Seit dem Jahr 2000 wird ein neues Vereinsheim genutzt, welches über ein Geschäftszimmer, zwei Lagerräume, Abstellräume sowie WC-Anlagen im Erdgeschoss sowie einen Vereinsraum mit Fensterfront zur Sportanlage im Obergeschoss verfügt.